# 당진 한갑동 가옥
당진 한갑동 가옥(唐津 韓甲東 家屋)은 대한민국 충청남도 당진시 우강면 원치리에 있는 일제강점기의 건축물이다. 1993년 12월 31일 충청남도의 문화재자료 제330호로 지정되었다.

## 개요
차령산맥과 덕숭산이 바라보이고 넓은 평야가 눈아래 있으며 야트막한 산으로 감싸있는 마을에 있는 이 건물은 1919년에 지은 것으로 '위례장'이라고도 부른다.
건물 구조는 ㄱ자형 안채와 ㅡ자형 사랑채로 전체 구성은 ㄷ자형을 이루고 있으며 면천 관아 건물을 부재로 사용하였다고 한다.
ㄱ자형 안채는 중앙 대청마루를 중심으로 안방과 윗방 왼쪽에는 건넌방을 두었으며 안방 전면에는 2칸 부엌이 있다.
一자형 사랑채의 평면은 오른쪽부터 툇마루·사랑대청·사랑방·중방·광이 있다.
비교적 부재가 건실하고 안채와 사랑채 평면 계획이 조선시대 주택 양식에서 벗어나지 않고 있는 점이 특징이다.

## 참고 자료
- 당진 한갑동 가옥 - 국가유산청 국가유산포털